# Puerto Rico i olympiska sommarspelen 1964
Puerto Rico deltog med 32 deltagare vid de olympiska sommarspelen 1964 i Tokyo. Ingen av landets deltagare erövrade någon medalj.